# Gustav Klaiber
Gustav Klaiber (* 19. April 1864 in Gundelfingen bei Freiburg; † 17. August 1940 ebenda) war ein deutscher Kaufmann, Landwirt und Mitglied des Badischen Landtages.

## Leben
Nach dem Besuch der Volksschule 1871 bis 1879 in Gundelfingen absolvierte Klaiber eine kaufmännische Lehre und erhielt Privatunterricht zur Vorbereitung auf die Handelsschule. Von 1883 bis 1885 nahm er am Militärdienst in der 12. Kompanie und dem 5. Badischen Infanterieregiment 113 teil. Neben seiner Tätigkeit in der Landwirtschaft beschäftigte Klaiber sich mit dem Handel. 1893 siedelte er nach Mülhausen im Elsass über, wo er ein Kolonialwarengeschäft eröffnete. Von 1902 bis 1914 war Klaiber Mitglied des Stadtrats von Mülhausen und Wortführer der demokratischen Gruppe. Nachdem er 1918 nach Gundelfingen zurückgekehrt war und sich der Landwirtschaft und dem Handel gewidmet hatte, wurde er von 1921 bis 1929 Mitglied der Zweiten Kammer des Badischen Landtages. Er vertrat dabei von 1921 bis 1928 den Landbund und von 1928 bis 1929 die Reichspartei des deutschen Mittelstandes. Er engagierte sich auch als Mitglied der Badischen Landwirtschaftskammer und als Gemeindeverordneter in Gundelfingen. Im Jahre 1936 wurde Klaiber durch den Badischen Kriegerbund sowie den Landwehr- und Reservistenverein Gundelfingen geehrt.